# Mesobracon nigriceps
Mesobracon nigriceps är en stekelart som först beskrevs av Cameron 1906.  Mesobracon nigriceps ingår i släktet Mesobracon och familjen bracksteklar. Inga underarter finns listade i Catalogue of Life.